# Гюнешли (Шамкирский район)
Гюнешли (до 1990 г. — Мартуни) — село и муниципалитет в Шамкирском районе Азербайджана . Гюнешли находится в административном подразделении Салер Шамкирского района.

## География
Село расположено на реке Артепечай в предгорьях Малого Кавказа.

## История
Село Ново-Троицкое  на ряду с селами Новоспаское и Ново-Горелое (Новогорелое) было основано в 1847 году русскими поселенцами, духоборами - выходцами из селений с такими же названиями, находившихся в Ахалкалакском уезде Тифлисской губернии. Переселенцев насчитывалось 80 дворов. На протяжении тридцати лет численность поселенцев непрерывно росла. В 1879 и 1880 годах часть поселенцев из этих селений переселились в Шорагельский округ Карсской области, где ими были основали селения с аналогичными названиями. Всего на новое место жительства переехало 76 дворов.  
В 1899 году духоборы эмигрировали в Канаду, а в селе поселились азербайджанцы из соседних сел, которые переименовали село в Голицыно в честь князя Григория Голицына, наместника на Кавказе. В 1918 году, во время армяно-азербайджанской войны, село обезлюдело.
После войны в село переехали армянские семьи из окрестностей Ноемберяна . Они приехали работать на медные рудники Кедабекского района . В 1929 году в Голицыно был основан колхоз имени Мартуни (назван по псевдониму Александра Мясникяна), а впоследствии и за селом закрепилось название Мартуни. В 1990 году, после начала Карабахской войны, армяне были вынуждены покинуть село, в нём поселились азербайджанцы, а село было переименовано — в Гюнешли.